# Magomedkhabib Kadimagomedov
Mahamedkhabib Zaynudzinavich Kadzimahamedau també conegut com a Magomedkhabib Zainudinovich Kadimagomedov (Rus: Магомедхабиб Зайнудинович Кадимагомедов, nascut el 26 de maig de 1994) és un lluitador bielorús d'origen rus i artista marcial mixt que competeix a la categoria de pes ploma de Bellator MMA. És medallista de plata dels Jocs Olímpics d'estiu de 2020 als 74kg, Campió d'Europa 2020 amb 79kg i Campió Nacional de Rússia 2017 amb 70kg. També va quedar setè al Campionat del Món de 2017. L'any 2020, va rebre la ciutadania de Bielorússia.